# Wolfsberg (Weinbiet)
Der Wolfsberg ist ein 490,7 m ü. NHN hoher Berg im Pfälzerwald (Rheinland-Pfalz).

## Geographie

### Lage
Der Wolfsberg als Süd- und Südwestläufer des Weinbiets erhebt sich in der Haardt, dem östlichen Randgebirge des Pfälzerwalds. Politisch gehört er zur Gemarkung von Neustadt an der Weinstraße und liegt nordwestlich von dessen Kernstadt.
Die Nordostflanke gehört zum Stadtteil Haardt. Unmittelbar südlich des Wolfsbergs befindet sich das Stadtviertel Schöntal. Das Meisental trennt ihn nach Osten vom Schlossberg, der den Südostläufer des Weinbiets bildet.

### Naturräumliche Zuordnung
1. Großregion 1. Ordnung: Schichtstufenland beiderseits des Oberrheingrabens
2. Großregion 2. Ordnung: Pfälzisch-saarländisches Schichtstufenland
3. Großregion 3. Ordnung: Pfälzerwald
4. Region 4. Ordnung (Haupteinheit): Mittlerer Pfälzerwald
5. Region 5. Ordnung: Haardt

## Natur
Entlang des Berges erstreckt sich das Naturschutzgebiet Am Wolfsberg. Nahe der Wolfsburg befinden sich der Hohfels und in Richtung Kernstadt der Bergstein.

## Bauwerke
Ganz im Südwesten des Bergs steht auf einem Felsvorsprung die Ruine der Wolfsburg. Unterhalb der Burg liegt der Wolfsburgbrunnen. Am Südhang befinden sich die Ruine der Josephskapelle, die Scheffelwarte und weiter westlich der Steinerne Hirsch. Die Bahnstrecke Mannheim–Saarbrücken quert den Südwestsporn des Bergs durch den Wolfsberg-Tunnel.

## Tourismus
Über den Wolfsberg führt der Prädikatswanderweg Pfälzer Weinsteig sowie ein Wanderweg, der mit einem roten Punkt markiert ist. Ein weiterer Wanderweg, der mit einem weiß-blauen Balken gekennzeichnet ist, verläuft von Battenberg über den Wolfsberg nach Wörth am Rhein.